# Шебалин, Пётр Николаевич
Пётр Николаевич Шебалин (род. 13 апреля 1956 года) — российский геофизик, сейсмолог, член-корреспондент РАН (2019).

## Биография
Родился 13 апреля 1956 года.
В 1979 году — окончил физический факультет МГУ.
В 1989 году — защитил кандидатскую, а в 2004 году — докторскую диссертации (тема докторской диссертации: «Возрастание радиуса корреляции сейсмичности как предвестник сильных землетрясений: методология прогноза с периодом ожидания менее года».
С 1981 по 1989 годы — работал в отделе вычислительной геофизики Института физики Земли имени О. Ю. Шмидта.
С 1990 года — работает в Международном институте теории прогноза землетрясений и математической геофизики РАН, с 2008 года — главный научный сотрудник, в настоящее время — директор института.
В 2019 году — избран членом-корреспондентом РАН.
Внук В. Я. Шебалина.

## Научная деятельность
Специалист в области математической геофизики, сейсмологии, прогноза землетрясений и оценки сейсмической опасности.
Научные интересы связаны с развитием методов прогноза землетрясений, статистической сейсмологии, оценки сейсмической опасности.
Совместно с разными соавторами исследовал явление увеличения дальности взаимодействия сейсмичности перед сильными землетрясениями. По разработанному им прогнозному алгоритму RTP заблаговременно предсказан ряд сильных землетрясений на Курильских островах, в Японии, Калифорнии и Италии.
Разработал метод построения динамических оценок сейсмической опасности с учётом предвестников землетрясений и любых других факторов, представляемых в цифровом виде. Создал методику оценки опасности возникновения сильных афтершоков. Предложил модель возникновения афтершоков, объясняющую закон Омори и отклонения от него.
Установил экспоненциальный закон продуктивности землетрясений, существенно меняющий сложившиеся представления о сейсмических процессах. Исследовал связи статистических параметров сейсмичности с физическими параметрами среды, в частности, параметров закона Омори для афтершоков с напряжениями; предложил способ выявления потенциальных областей максимального смещения при сильных землетрясениях в зонах субдукции.
Автор более 200 научных работ, включая 3 монографии.
Член редколлегии журналов «Физика Земли», «Вулканология и сейсмология», «Российский журнал наук о Земле».

## Награды
- Медаль ордена «За заслуги перед Отечеством» II степени (17 ноября 2022 года) — за вклад в развитие науки и многолетнюю добросовестную работу[3]